# Amahiguere Dolo
Pour les articles homonymes, voir Dolo (homonymie).
 (mai 2025).
La mise en forme du texte ne suit pas les recommandations de Wikipédia : il faut le « wikifier ».
Les points d'amélioration suivants sont les cas les plus fréquents. Le détail des points à revoir est peut-être précisé sur la page de discussion.
- Les titres sont pré-formatés par le logiciel. Ils ne sont ni en capitales, ni en gras.
- Le texte ne doit pas être écrit en capitales (les noms de famille non plus), ni en gras, ni en italique, ni en « petit »…
- Le gras n'est utilisé que pour surligner le titre de l'article dans l'introduction, une seule fois.
- L'italique est rarement utilisé : mots en langue étrangère, titres d'œuvres, noms de bateaux, etc.
- Les citations ne sont pas en italique mais en corps de texte normal. Elles sont entourées par des guillemets français : « et ».
- Les listes à puces sont à éviter, des paragraphes rédigés étant largement préférés. Les tableaux sont à réserver à la présentation de données structurées (résultats, etc.).
- Les appels de note de bas de page (petits chiffres en exposant, introduits par l'outil «  Source ») sont à placer entre la fin de phrase et le point final[comme ça].
- Les liens internes (vers d'autres articles de Wikipédia) sont à choisir avec parcimonie. Créez des liens vers des articles approfondissant le sujet. Les termes génériques sans rapport avec le sujet sont à éviter, ainsi que les répétitions de liens vers un même terme.
- Les liens externes sont à placer uniquement dans une section « Liens externes », à la fin de l'article. Ces liens sont à choisir avec parcimonie suivant les règles définies. Si un lien sert de source à l'article, son insertion dans le texte est à faire par les notes de bas de page.
- La présentation des références doit suivre les conventions bibliographiques. Il est recommandé d'utiliser les modèles {{Ouvrage}}, {{Chapitre}}, {{Article}}, {{Lien web}} et/ou {{Bibliographie}}. Le mode d'édition visuel peut mettre en forme automatiquement les références.
- Insérer une infobox (cadre d'informations à droite) n'est pas obligatoire pour parachever la mise en page.

Pour une aide détaillée, merci de consulter Aide:Wikification.
Si vous pensez que ces points ont été résolus, vous pouvez retirer ce bandeau et améliorer la mise en forme d'un autre article.
Amahiguere Dolo est un sculpteur malien dogon né le 16 juin 1955 à Gogoli, dans la commune de Sangha, et meurt le 21 Août 2022 des suites d’une maladie.

## Biographie

### Enfance et formation
Amahiguéré Dolo est issu d’une famille noble d’agriculteurs de Gogoli dans la commune de sangha, un village historique situé sur les falaises du pays dogon. Il entame ses études primaires à Sangha en 1965. Après l’obtention du diplôme d’étude fondamentale (DEF), il entre à l’institut national de l’art (INA) d’où il sort quatre ans plus tard avec un diplôme d’art plastique.

## Vie privée
Amahiguere Dolo est marié et père de quatre enfants. En hommage à son ami proche, l'artiste espagnol Miquel Barceló, il a donné à son premier fils le prénom de ce dernier : Miquel Dolo.

## Carrière

### En tant que salarié
Après sa formation en 1982, il est muté à Gao à la direction régionale de la jeunesse, des sports, des arts et de la culture chargé du patrimoine culturel. Après dix ans de service, il prend une retraite anticipée pour se consacrer à sa passion la sculpture.
Il s'est intéressé très vite à la sculpture, depuis l’âge de 10 ans, se souvient-il. Si la sculpture est essentiellement réservée aux forgerons, Amahiguéré issu d’une lignée d’agriculteurs, donc considéré comme de la caste des nobles, ne résiste pas à la beauté de la sculpture et se laisse emporter : « J’ai eu la chance d’avoir un père qui avait pour ami un forgeron.  Comme j’étais beaucoup attaché à mon père, il m’arrivait de le suivre à la forge chez son ami. Je le voyais tailler le bois et ça me séduisait » confie-t-il.
Celui qui va devenir l’un des plus grands sculpteurs du Mali, issu de la lignée des nobles, ne peut pas sculpter comme il le souhaite. Ainsi, il se cache pour sculpter d’abord à l’aide de bois carbonisé, puis se dote d’une herminette, outil indispensable pour sculpter. Il vend ainsi ses créations aux touristes pour satisfaire ses petits besoins, au point que ses parents le soupçonnent de voler de l’argent. Lorsque ses parents découvrent qu’il s’adonne à la sculpture, cela est très mal perçu et il passe au conseil de discipline familial. Et son père de lui dire : « Si toi, tu fais ça, qu’est-ce les forgerons vont devenir, eux qui vivent de ça ? Si tu ne l’arrêtes pas immédiatement, ils vont te tuer pour ça!» se souvient-il.
C’est ainsi qu’une fois à l’INA, il choisit la peinture au lieu de la sculpture.

### En tant que sculpteur
Il travaille le bois et ses œuvres s’inspirent de la cosmogonie dogon. Il étudie à l'Institut National des Arts de Bamako. Nommé dans un musée, il démissionne pour se consacrer à la sculpture sur bois mort. Il vit à Ségou et y travaille dans son atelier en bordure du fleuve Niger.
En 1988, il fait la connaissance du peintre espagnol Miquel Barceló, venu chercher une nouvelle inspiration en Afrique. Rencontre décisive qui fait basculer sa vie de fonctionnaire à l'occasion d'un voyage en pays Dogon, où il emmène Barceló. C'est là que le peintre découvre les sculptures d'Amahiguere qu'il encourage à persévérer. Comment concilier un travail vital de création avec les tabous inhérents à sa communauté à laquelle Dolo reste très attaché ?
Loin de se laisser écraser par le poids des choses, Amahiguere les intègre à sa démarche artistique.
Après sa retraite anticipée, ne pouvant pas aller au pays dogon à cause de son métier de sculpteur (car étant de la caste noble), il s’installe à Ségou. Ce choix n’est pas fortuit : d’abord par souci de trouver un lieu où personne ne le connaît et ensuite à cause de l’eau qui est un facteur essentiel de la cosmogonie dogon. En plus, sa matière de prédilection est le bois et on en trouve aisément à Ségou. Alors, commence une carrière de sculpteur.
Pour les populations, c’est un forgeron, et lui ne les détrompe pas. Il passe sept ans à tailler le bois, mais ne gagne pas sa vie, au point que ses collègues de la fonction publique se moquent de lui : « Je cognais le bois et le bois était là, posé pêle-mêle dans la cour où j’habitais » témoigne-t-il.
La rencontre de la Française Martine, est le début d’une carrière internationale. C'est la visite de celle-ci au site touristique appelé « Nyeleni » qui change les choses pour Amahiguéré. Elle découvre des collections qu’elle a toujours cherchées, partout en Afrique de l’Ouest sans succès durant 15 ans, pour constituer le catalogue de la biennale de Dakar. Aussitôt, elle fait appel au photographe du musée de Bamako. Après deux jours de travail, le catalogue est fait et s’ouvre ainsi pour Amahiguéré la voie du succès. Le monde de la culture (surtout occidentale) a commencé à s’intéresser à lui.
Amahiguéré Dolo est le premier sculpteur africain à avoir ses œuvres dans le jardin des Tuileries. Pour Amahiguéré, la sculpture est le langage qui a fait triompher les Dogons hors du continent.
Lorsque la Guinna Dogon a initié le festival culturel dogon, c’est Amahiguéré Dolo qui a donné le nom « Ogobagna » qui veut dire en langue dogon plat du Hogon (roi). Pour lui, le plat du Hogon est très symbolique chez les dogons, car le hogon ne se nourrit pas lui-même, mais c’est le peuple qui le nourrit. Ainsi, tout ce qui appartient au peuple dogon a sa part dans le ogobagna. Dans ce plat, continue t-il, tout ce qui est positif s’y trouve et tout le monde est égal autour du plat, nul n’est supérieur à l’autre. Il n'y a rien de plus social que ça, a t-il conclu.

## Expositions

### Expositions individuelles
- 2020 : Galerie Luc Berthier - Paris
- 2019 : Théâtre Toursky - Marseille, L’Atelier du Singe - Les Lilas, Centre d’Art de la Galerie du Causse (Jean Marie Perier) – Villeneuve d’Aveyron
- 2018 : Centre d’Art de la Galerie du Causse (Jean Marie Perier) – Villeneuve d’Aveyron
- 2015 : Musée National du Mali – Bamako
- 2014 : Galerie Carpe Diem - Ségou
- 2013 : Galerie Luc Berthier - Paris
- 2012 : Galerie Luc Berthier - Paris
- 2011 : L’Espal - Le Mans
- 2008 : African Muse Gallery - Luc Berthier - Paris
- 2006 : Amahiguéré Dolo, African Muse Gallery - Luc Berthier - Paris, L’H Siège, et les deux chênes, Valenciennes
- 2004 : FIAC-Stand “Le Petit Jaunais”, Salon Art Paris, salon d’art contemporain, stand Sergiane Cauwel
- 2003 : Salon Art Paris, salon d’art contemporain, stand Sergiane Cauwel
- 2002 : Les Bois de foudre d’Amahiguéré Dolo, les mondes Dogon, centre culturel. Abbaye de Daoulas (France)
- 2001 : Sculptures, L’Afrique en création, Musée des Beaux-Arts de Tourcoing (France).
- 1999 : Chapelle Jeanne d’Arc, Centre Culturel de Thouars (France)
- 1998 : Galeria Feran Cano, Palma de Mallorca (Espagne)[5]

### Expositions de groupe
- 2022 : Southern University Museum of Art, L.A, California 2019 : Salon d’Art Contemporain, Ségou, Mali  2018 : Galerie Luc Berthier, Morceaux choisis  2018 : Salon d’Art Contemporain, Ségou, Mali  2017 : Musée Greater Denton Arts Council, Denton, Texas  2016 : Musée The Mesnil Collection, Houston, Texas  2014 : International Wood Culture, Katmandou, Népal  2013 : Fête de l’Humanité , Paris  2013 : Fondation Blachère, Apt  2013 : Biennale de Dubaï, Galerie Amadou Chab Touré, Dubaï  2013 : Biennale de Londres, Galerie Amadou Chab Touré, Londres  2012 : Biennale de Dakar, Galerie Aïssata Dione, Dakar  2010 : Biennale de Dakar, Galerie Aïssata Dione, Dakar  2010 : Festival sur le Niger, Ségou (Mali)  2008 : Festival sur le Niger, Ségou (Mali)  2009 : Banque Africaine de Développement, Bénin  2007 : Musée de Valenciennes, Centre Culturel de Bègles, Atelier Tampon (Paris)  2006 : Le lendemain du Kaos, African Muse Gallery - Luc Berthier - Paris  2006 : Château de Joinville, Centre Culturel NC2A, Bordeaux et Garage Moderne  2004 : African Muse Gallery - Luc Berthier - Paris  2004 : Salon Art’Event, African Muse Gallery - Luc Berthier - Lille  2002 : 5e édition du Dak’Art, 10e Biennale de Dakar (Sénégal) et ArtOMI, New York  2002 : Salon Art Paris, Carrousel du Louvre, Paris  2002 : Salon de Mars, Genève (Suisse)  2001 : Mali Kow, Parc de la Villette à Paris, Muséum d’Histoire Naturelle à Lyon  2001 : Grand Théâtre et Hôtel de Ville, Angers  2001 : Sculpture à Quatre Mains, avec Alain Kirili, Ségou (Mali)  1998 : Centre Culturel Français de Bamako et Musée National du Mali (Bamako)  1997 : Musée National du Mali, Bamako[réf. nécessaire]

### Expositions permanentes
- Centre culturel de Thouars (France)
- Depuis 2004 :  Installation permanente d'une sculpture mise en scène par Marc Jeanclos au Jardin des Tuileries, Paris (acquisition CNAC-DAP)[6].

### Collections  permanentes
• 
• Installation permanente dans le jardin des Tuileries, Paris (acquisition CNAC-DAP)
• Collection du Ministère des affaires étrangères de la France et de New York
• Musée National du Mali, Bamako
• Ambassade du Burkina-Fasso
• Consulat de France à New-York
• Fondation Jean-Paul Blachère, Apt (France)
• Centre culturel de Thouars (France)
• Galerie Luc Berthier (France)